# ميل شتاينر
ميل شتاينر (بالإنجليزية: Mel Steiner)‏ هو لاعب كرة قاعدة أمريكي، ولد في 29 نوفمبر 1916 في نيويورك في الولايات المتحدة، وتوفي في 6 مايو 1997 في لوس أنجلوس في الولايات المتحدة.